# Une équipe aux anges
Pour plus de détails, voir Fiche technique et Distribution.
Une équipe aux anges ou Les anges frappent et courent au Québec et au Nouveau-Brunswick (Angels in the Outfield) est une comédie dramatique américaine réalisée par William Dear et sortie en 1994. Il s'agit d'un remake du film Angels in the Outfield réalisé par Clarence Brown et sorti en 1951.

## Synopsis
Roger et son ami J. P., ont tous deux perdu leur mère et demeurent dans une famille d'accueil. Ils sont de grands fans de l'équipe de baseball des California Angels, devenus les Angels d'Anaheim. Ils rêvent d'avoir une famille si leur équipe, bonne dernière du classement, gagne enfin. Les prières de Roger seront entendues, et c'est avec l'aide de vrais anges que leur rêve va peut-être se réaliser.

## Fiche technique
Sauf indication contraire, les informations mentionnées dans cette section peuvent être confirmées par la base de données cinématographiques IMDb,  présente dans la section « Liens externes ».
- Titre original : Angels in the Outfield
- Titre français : Une équipe aux anges
- Titre québécois : Les anges frappent et courent
- Réalisation : William Dear
- Scénario : Dorothy Kingsley, George Wells et Holly Goldberg Sloan, d'après l'œuvre de Richard Conlin sorti en 1951
- Musique : Randy Edelman
- Direction artistique : Carlos Arguello, Thomas T. Taylor
- Décors : John H. Anderson
- Costumes : Rosanna Norton
- Photographie : Matthew F. Leonetti
- Son : Elton Ahi, Willie D. Burton
- Montage : Bruce Green, Paul Dixon
- Effets spéciaux :
  - Coordinateur des effets spéciaux : Jan Aaris, Frank W. Tarantino
  - Assistant effets spéciaux : Geoff Heron
- Maquillage : Diane Hammond, Scott H. Eddo
- Coiffure : Paul Abascal
- Cascades : Kevin Bailey, Lisa Dempsey, Eversley Forte, Johnny Martin, Mike Martinez, Tim Meredith, Jeff Mosley
  - Coordinateur de cascades : Rocky Capella
- Production : Roger Birnbaum, Joe Roth et Irby Smith
  - Producteur délégué : Gary Stutman
  - Producteur associé : Richard H. Prince et Holly Goldberg Sloan
- Sociétés de production : Caravan Pictures, Walt Disney Pictures
- Société de distribution : Buena Vista Distribution Company
- Pays de production :  États-Unis
- Langue originale : anglais
- Format : couleur (Technicolor) - 35 mm - 1,85:1 - son : Dolby Digital
- Genre : comédie dramatique, fantastique, sport
- Durée : 102 minutes
- Dates de sortie :
  - États-Unis : 10 juillet 1994 (avant-première à Pittsburgh)
  - États-Unis : 15 juillet 1994

## Distribution
- Danny Glover (VQ : Guy Nadon) : George Knox
- Tony Danza ( VQ : Éric Gaudry) : Mel Clark
- Joseph Gordon-Levitt (VQ : Patrick Duplat) : Roger
- Milton Davis Jr (VQ : Martin Pensa (en)) : J. P.
- Brenda Fricker (VQ : Mireille Thibault) : Maggie Nelson
- Christopher Lloyd (VQ : Benoît Marleau) : Al the Boss Angel
- Ben Johnson (VQ : Claude Préfontaine) : Hank Murphy
- Jay O. Sanders (VQ : Benoit Rousseau) : Ranch Wilder
- Taylor Negron (VQ : Jacques Lavallée) : David Montagne
- Tony Longo : Triscuitt Messmer
- Neal McDonough : Whitt Bass
- Dermot Mulroney (VQ : Jean-Luc Montminy) : M. Bomman
- Stoney Jackson (VQ : Pierre Auger) : Ray Mitchell
- Adrien Brody : Danny Hemmerling
- Tim Conlon (VQ : Gilbert Lachance) : Wally
- Matthew McConaughey : Ben Williams

## Accueil

### Box-office
- Budget : 24 000 000 $ (USD) (estimation)[1]
- Recettes aux États-Unis : 50 236 831 $ (USD)[1]